# Premier Padel 2025
Die Premier Padel 2025 ist der vierte Jahrgang der Premier-Padel-Turnierserie, die von der International Padel Federation (FIP) ausgetragen wird. Erstmals wird ein Turnier der Serie jeweils in den USA und  Deutschland stattfinden. Insgesamt sind sieben neue Turnierorte vorgesehen. Es werden 24 Turniere in 16 Ländern stattfinden.

## Turnierplan
| Kategorie | Preisgeld |
| --------- | --------- |
| Major     |           |
| P1        | 474.500 € |
| P2        | 252.250 € |

| Sonstige    | Preisgeld |
| ----------- | --------- |
| Tour Finals |           |

| Datum           | Turnier (Ort)                                                              | Klassement | Sieger                                                              | Finalgegner                                                         | Ergebnis                                                            |
| --------------- | -------------------------------------------------------------------------- | ---------- | ------------------------------------------------------------------- | ------------------------------------------------------------------- | ------------------------------------------------------------------- |
| 10.02. – 15.02. | Riad Season P1 Riad Padel Rush Arena                                       | Herren     | Agustín Tapia Arturo Coello                                         | Juan Lebrón Franco Stupaczuk                                        | 6:3, 5:7, 6:3                                                       |
| 10.02. – 15.02. | Riad Season P1 Riad Padel Rush Arena                                       | Damen      | Ariana Sánchez Paula Josemaría                                      | Claudia Fernández Bea González                                      | nicht angetreten                                                    |
| 24.02. – 02.03. | Gijón P2 Gijón Palacio de Deportes de Gijón                                | Herren     | Francisco Cabeza Diego García                                       | Tolito Aguirre Gonzalo Alfonso                                      | 7:5, 4:6, 6:3                                                       |
| 24.02. – 02.03. | Gijón P2 Gijón Palacio de Deportes de Gijón                                | Damen      | Gemma Triay Delfina Brea                                            | Ariana Sánchez Paula Josemaría                                      | 0:6, 6:1, 6:4                                                       |
| 10.03. – 16.03. | Cancún P2 Cancún Rafa Nadal Tennis Centre Costa Mujeres                    | Herren     | Juan Lebrón Franco Stupaczuk                                        | Leonel Aguirre Gonzalo Alfonso                                      | 6:2, 6:3                                                            |
| 10.03. – 16.03. | Cancún P2 Cancún Rafa Nadal Tennis Centre Costa Mujeres                    | Damen      | Gemma Triay Delfina Brea                                            | Marta Ortega Sofia Araújo                                           | 6:3, 6:1                                                            |
| 17.03. – 23.03. | Miami P1 Miami Miami Beach Convention Center                               | Herren     | Federico Chingotto Alejandro Galán                                  | Franco Stupaczuk Juan Lebrón                                        | 6:1, 7:63                                                           |
| 17.03. – 23.03. | Miami P1 Miami Miami Beach Convention Center                               | Damen      | Gemma Triay Delfina Brea                                            | Ariana Sánchez Paula Josemaría                                      | 2:6, 6:1, 6:4                                                       |
| 24.03. – 30.03. | Santiago P2 Santiago de Chile Complejo Deportivo San Carlos de Apoquindo   | Herren     | Federico Chingotto Alejandro Galán                                  | Franco Stupaczuk Juan Lebrón                                        | kampflos                                                            |
| 24.03. – 30.03. | Santiago P2 Santiago de Chile Complejo Deportivo San Carlos de Apoquindo   | Damen      | Das Finale wurde aufgrund der Wetterverhältnisse nicht ausgespielt. | Das Finale wurde aufgrund der Wetterverhältnisse nicht ausgespielt. | Das Finale wurde aufgrund der Wetterverhältnisse nicht ausgespielt. |
| 14.04. – 19.04. | Qatar Major Doha Khalifa International Tennis and Squash Complex           | Herren     | Agustín Tapia Arturo Coello                                         | Federico Chingotto Alejandro Galán                                  | 7:6, 6:2                                                            |
| 14.04. – 19.04. | Qatar Major Doha Khalifa International Tennis and Squash Complex           | Damen      | Gemma Triay Delfina Brea                                            | Ariana Sánchez Paula Josemaría                                      | 6:4, 6:4                                                            |
| 21.04. – 27.04. | Brüssel P2 Brüssel Tour & Taxis                                            | Herren     | Agustín Tapia Arturo Coello                                         | Federico Chingotto Alejandro Galán                                  | 2:6, 6:4, 6:1                                                       |
| 21.04. – 27.04. | Brüssel P2 Brüssel Tour & Taxis                                            | Damen      | Ariana Sánchez Paula Josemaría                                      | Gemma Triay Delfina Brea                                            | 6:2, 6:4                                                            |
| 19.05. – 25.05. | Asunción P2 Asunción SND Arena                                             | Herren     | Federico Chingotto Alejandro Galán                                  | Leandro Augsburger Pablo Cardona                                    | 7:6, 6:1                                                            |
| 19.05. – 25.05. | Asunción P2 Asunción SND Arena                                             | Damen      | Claudia Fernández Bea González                                      | Gemma Triay Delfina Brea                                            | 7:6, 3:6, 6:2                                                       |
| 26.05. – 01.06. | Buenos Aires P1 Buenos Aires Estadio Mary Terán de Weiss                   | Herren     | Agustín Tapia Arturo Coello                                         | Lucas Bergamini Paquito Navarro                                     | 6:2, 6:2                                                            |
| 26.05. – 01.06. | Buenos Aires P1 Buenos Aires Estadio Mary Terán de Weiss                   | Damen      | Ariana Sánchez Paula Josemaría                                      | Claudia Fernández Bea González                                      | 6:2, 6:2                                                            |
| 09.06. – 15.06. | Italy Major Rom Foro Italico                                               | Herren     | Federico Chingotto Alejandro Galán                                  | Agustín Tapia Arturo Coello                                         | 6:3, 7:5                                                            |
| 09.06. – 15.06. | Italy Major Rom Foro Italico                                               | Damen      | Gemma Triay Delfina Brea                                            | Ariana Sánchez Paula Josemaría                                      | 6:4, 6:4                                                            |
| 23.06. – 29.06. | Valladolid P2 Valladolid Plaza Mayor                                       | Herren     | Agustín Tapia Arturo Coello                                         | Juan Lebrón Franco Stupaczuk                                        | 7:5, 6:4                                                            |
| 23.06. – 29.06. | Valladolid P2 Valladolid Plaza Mayor                                       | Damen      | Ariana Sánchez Paula Josemaría                                      | Claudia Fernández Bea González                                      | 6:4, 7:5                                                            |
| 30.06. – 06.07. | Betlic Bordeaux P2 Bordeaux Patinoire Bordeaux Mériadeck                   | Herren     | Agustín Tapia Arturo Coello                                         | Federico Chingotto Alejandro Galán                                  | 7:612, 6:4                                                          |
| 30.06. – 06.07. | Betlic Bordeaux P2 Bordeaux Patinoire Bordeaux Mériadeck                   | Damen      | Andrea Ustero Sofia Araújo                                          | Beatriz Caldera Carmen Goenaga                                      | 7:5, 2:6, 6:2                                                       |
| 14.07. – 20.07. | Málaga P1 Málaga Palacio de Deportes José María Martín Carpena             | Herren     | Agustín Tapia Arturo Coello                                         | Federico Chingotto Alejandro Galán                                  | 6:4, 7:5                                                            |
| 14.07. – 20.07. | Málaga P1 Málaga Palacio de Deportes José María Martín Carpena             | Damen      | Claudia Fernández Bea González                                      | Marta Ortega Tamara Icardo                                          | 6:2, 6:1                                                            |
| 27.07. – 03.08. | CUPRA Costa Daurada Tarragona P1 Tarragona Palacio de Deportes de Cataluña | Herren     | Agustín Tapia Arturo Coello                                         | Federico Chingotto Alejandro Galán                                  | 7:6, 7:5                                                            |
| 27.07. – 03.08. | CUPRA Costa Daurada Tarragona P1 Tarragona Palacio de Deportes de Cataluña | Damen      | Gemma Triay Delfina Brea                                            | Ariana Sánchez Paula Josemaría                                      | 7:6, 6:4                                                            |
| 01.09. – 07.09. | Madrid P1 Madrid Movistar Arena                                            | Herren     |                                                                     |                                                                     |                                                                     |
| 01.09. – 07.09. | Madrid P1 Madrid Movistar Arena                                            | Damen      |                                                                     |                                                                     |                                                                     |
| 08.09. – 14.09. | Paris Major Paris Stade Roland Garros                                      | Herren     |                                                                     |                                                                     |                                                                     |
| 08.09. – 14.09. | Paris Major Paris Stade Roland Garros                                      | Damen      |                                                                     |                                                                     |                                                                     |
| 22.09. – 28.09. | CUPRA Germany Premier Padel P2 Düsseldorf Castello Düsseldorf              | Herren     |                                                                     |                                                                     |                                                                     |
| 22.09. – 28.09. | CUPRA Germany Premier Padel P2 Düsseldorf Castello Düsseldorf              | Damen      |                                                                     |                                                                     |                                                                     |
| 29.09. – 05.10. | Rotterdam P1 Rotterdam Rotterdam Ahoy                                      | Herren     |                                                                     |                                                                     |                                                                     |
| 29.09. – 05.10. | Rotterdam P1 Rotterdam Rotterdam Ahoy                                      | Damen      |                                                                     |                                                                     |                                                                     |
| 06.10. – 12.10. | Milano P1 Mailand                                                          | Herren     |                                                                     |                                                                     |                                                                     |
| 06.10. – 12.10. | Milano P1 Mailand                                                          | Damen      |                                                                     |                                                                     |                                                                     |
| 27.10. – 01.11. | Newgiza P2 Gizeh                                                           | Herren     |                                                                     |                                                                     |                                                                     |
| 27.10. – 01.11. | Newgiza P2 Gizeh                                                           | Damen      |                                                                     |                                                                     |                                                                     |
| 10.11. – 16.11. | Dubai P1 Dubai                                                             | Herren     |                                                                     |                                                                     |                                                                     |
| 10.11. – 16.11. | Dubai P1 Dubai                                                             | Damen      |                                                                     |                                                                     |                                                                     |
| 24.11. – 30.11. | Mexico Major Mexiko                                                        | Herren     |                                                                     |                                                                     |                                                                     |
| 24.11. – 30.11. | Mexico Major Mexiko                                                        | Damen      |                                                                     |                                                                     |                                                                     |
| 08.12. – 14.12. | Barcelona Finals Barcelona                                                 | Herren     |                                                                     |                                                                     |                                                                     |
| 08.12. – 14.12. | Barcelona Finals Barcelona                                                 | Damen      |                                                                     |                                                                     |                                                                     |